# Гракл карибський
Гракл карибський (Quiscalus lugubris) — вид горобцеподібних птахів родини трупіалових (Icteridae). Поширений на півночі Південної Америки та на Малих Антильських островах.

## Поширення
Поширений в Ангільї, Антигуа і Барбуді, Арубі, Барбадосі, Бразилії, Колумбії, Перу, Еквадорі, Домініці, Французькій Гвіані, Гренаді, Гваделупі, Гаяні, Мартиніці, Монтсерраті, Нідерландських Антильських островах, Панамі, Сент-Кіттс і Невісі, Сент-Люсії, Сент-Вінсенті і Гренадинах, Суринамі, Тринідаді і Тобаго і Венесуелі.

## Підвиди
Відомо вісім підвидів:
- Q. l. contrusus (J. L. Peters, 1925) — острів Сент-Вінсент;
- Q. l. fortirostris Lawrence, 1868 — Барбадос. Завезений на Антигуа, Барбуду та Сент-Кіттс;
- Q. l. guadeloupensis Lawrence, 1879 — Антигуа і Барбуда, Сен-Бартелемі, Сент-Кіттс і Невіс, Монтсеррат, Гваделупа, Домініканська Республіка та Мартиніка;
- Q. l. inflexirostris Swainson, 1838 — Сент-Люсія;
- Q. l. insularis Richmond, 1896 — острів Маргарита та острів Лос-Фрайлес (уздовж північно-східного узбережжя Венесуели);
- Q. l. lugubris Swainson, 1838 — Аруба, Тринідад і Тобаго та північ Південної Америки до північної Бразилії, Гаяни, Французької Гвіани, Колумбії, Суринаму та Венесуели;
- Q. l. luminosus (Lawrence, 1878) — Гренадини, Гренада, а також острів Лос-Тестігос (уздовж північно-східного узбережжя Венесуели);
- Q. l. orquillensis (Cory, 1909) — острів Лос-Ерманос (уздовж північно-східного узбережжя Венесуели).

## Опис
Птах середнього розміру, розміром від 24 до 28 см. Самець чорний із сумішшю блакитних, зеленуватих і фіолетових відблисків, його чорний дзьоб довгий і загострений з легким гачком на кінці. Його ноги довгі та чорні та мають довгі пальці. Його хвіст довгий, градуйований і має форму кеглі. Самка схожа на самця, але вона менша, має коричневий і каштановий колір. Важать від 70 до 100 г.